# Seis momentos musicales (Schubert)
Seis momentos musicales D. 780 (Op. 94) es una colección de seis piezas cortas para piano solista compuestas por Franz Schubert. Los movimientos son los siguientes:
1. Moderato en do mayor.
2. Andantino en la bemol mayor.
3. Allegro moderato en fa menor.
4. Moderato en do sostenido menor.
5. Allegro vivace en fa menor.
6. Allegretto en la bemol mayor.

Junto con los Impromptus, estas piezas se encuentran entre las obras interpretadas con mayor frecuencia de las composiciones para piano de Schubert y ha sido grabadas en numerosas ocasiones. La n.º 3 en fa menor ha sido arreglada por Leopold Godowsky y otros.
Se ha dicho que Schubert estuvo profundamente influido en la composición de estas piezas por el Impromptus, Op. 7, de Jan Václav Hugo Voříšek (1822).
Fueron publicadas por Leidersorf en Viena en 1828, bajo el título Six Momens [sic] musicals [sic]. Las palabras correctas en francés habitual son -Moments (en lugar de Momens) y musicaux (en lugar de musicals)—. El sexto número se publicó en 1824 en un álbum navideño, bajo el título de Les Plaintes d'un trovador.